# 约翰·阿什克罗夫特
约翰·戴维·阿什克罗夫特（英語：John David Ashcroft，1942年5月9日—），共和黨籍的美国政治家，曾任密蘇里州州長（1985年－1993年）、聯邦參議員（1995年－2001年）與美國司法部長（2001年－2005年）。2003年1月28日，小布希總統率領內閣閣員前往國會大廈發表国情咨文期間，阿什克羅夫特與時任運輸部長诺曼·峰田曾被指派為「指定幸存者」（Designated survivor）。